# 流星バケーション
『流星★バケーション』（りゅうせいバケーション）は2012年10月15日から2013年3月25日まで株式会社イースト・エンタテインメントの製作によりTBSで放送されていた旅・トーク番組。ミュゼプラチナムの一社提供。
放送時間は毎週日曜日の深夜0:50〜1:20 (BS-TBSで5日遅れの毎週金曜日23:30〜翌0:00放送)

## 概要
この番組は、ゲスト2人によるロケVTRにより構成される。「今、一番逢いたい人」と「行きたい所へ行き」一日共に過ごす。が主な趣旨であり、ゲストの2人が「旅人」となる。 ゲストの1人が今一番会って話したい相手、その人と行ってみたい場所。同じ悩みや同じ境遇を持った友人などを誘い旅行を計画。
旅人は、なぜその相手を選んだのか?なぜ、その場所に行きたいのか?旅人が親友、家族、後輩など気心の知れた相手と旅に出かけ、旅先という通常とは違う環境での触れ合いや語らいを通して、普段見せることのない素の部分や本音を引き出しながら相手への理解や親交をさらに深めようとする。ロケは全国各地の著名な観光地や温泉街などで行われた。
番組には流星ノートというその日の旅のプラン (通称：流星プラン)や、旅を終えたゲストが、一日の感想や一緒に旅をした相手へのメッセージなどを書き記すノートが存在する。
また本編中はトイカメラ風に加工したスチール写真を多用しており、ゲストの素顔やロケで訪れた場所、風景、料理などを音楽に合わせて差し込んでいる。

## これまでの出演者
| #   | 放送日         | 出演者                                         | 旅先                 |
| --- | -------------- | ---------------------------------------------- | -------------------- |
| #1  | 2012年10月15日 | 田中美保×今宿麻美                              | 京都                 |
| #2  | 2012年10月22日 | 菜々緒×片山裕美 (幻冬舎GINGER編集長)           | 石川県七尾市         |
| #3  | 2012年10月29日 | 舞川あいく×高橋メアリージュン                  | 北海道十勝           |
| #4  | 2012年11月5日  | 舞川あいく×高橋メアリージュン                  | 北海道釧路           |
| #5  | 2012年11月12日 | 椿鬼奴×大久保佳代子                            | 大阪                 |
| #6  | 2012年11月19日 | 市川由衣×こいけけいこ                          | 鹿児島県指宿市       |
| #7  | 2012年11月26日 | 西山茉希×西山峰子 (母)                         | 箱根                 |
| #8  | 2012年12月3日  | マギー×秋元梢                                  | 富士五湖             |
| #9  | 2012年12月10日 | 箕輪はるか (ハリセンボン)×川村エミコ(たんぽぽ) | 横浜                 |
| -   | 2012年12月16日 | 選挙のため放送休止                             | -                    |
| #10 | 2012年12月24日 | BENI×Crystal Kay                               | 京都                 |
| -   | 2012年12月31日 | 放送休止                                       | -                    |
| #11 | 2013年1月7日   | 江上敬子×近藤くみこ (ニッチェ)                 | 島根県益田市         |
| #12 | 2013年1月14日  | ヨンア×キムヨンフン (兄)                       | 韓国ソウル〜テジョン |
| #13 | 2013年1月21日  | 高橋愛×浦浜アリサ                              | 神戸                 |
| #14 | 2013年1月28日  | 大島美幸 (森三中)×LiLiCo                       | 東京浅草周辺         |
| #15 | 2013年2月4日   | マリエ×ユージ                                  | 千葉県房総半島       |
| #16 | 2013年2月11日  | 安座間美優×西山茉希                            | 北海道トマム         |
| #17 | 2013年2月18日  | いとうあさこ×徳井義実 (チュートリアル)         | 三重県伊勢志摩       |
| #18 | 2013年2月25日  | 益若つばさ×平野いえな                          | 大分県豊後高田市     |
| #19 | 2013年3月4日   | 鈴木紗理奈×中林美和                            | 鎌倉                 |
| #20 | 2013年3月11日  | IMALU×やついいちろう                           | 栃木県那須塩原市     |
| #21 | 2013年3月18日  | 釈由美子×原沙知絵                              | 沖縄県小浜島         |
| #22 | 2013年3月24日  | 眞鍋かをり×犬山紙子                            | 東京                 |

## スタッフ
- ナレーター：鈴木賢
- 構成：小高弘嗣 (ロコモーション)、大名祥子
- LOC-CAM：江沢崇、千葉譲司 (Zeta)
- 編集：小山雄一郎
- MA：元木綾美
- 音響効果：高島慎太郎、長濱麻衣子
- TK：伊藤裕子
- CG：山田健介
- スチール：赤荻武、水野嘉之
- メイク：岩城舞
- 協力：Zeta、ヌーベルバーグ、デザインフィル、ジンジントラベル
- 編成：上田学
- ビューティーディレクター：渡辺佳恵
- AD：瀬尾正子、金川紗希子、山崎美紀、宮本一真、荒木田桂那
- AP：小林有衣子
- ディレクター：鎗水貴史 (プロデューサー兼任)、柴田琢朗、花田憲明、高橋愛子、龍史晃、林裕之
- プロデューサー・総合演出：柴田裕正
- 製作著作：イースト・エンタテインメント、TBS

## テーマソング
- 『RHYMESTER「フラッシュバック、夏。」（instrumental）』
- 『ナオト・インティライミ「この手の中に」』